# 2.85次元 教育番組パロディショー うたってにこりん
『2.85次元 教育番組パロディショー うたってにこりん』とは、TOKYO MX・BS日テレで放送されているテレビ番組。
教育番組をモチーフにしたパロディショー部分と、おにいさん達の裏側を描いたドキュメンタリードラマ部分の二つに分かれている。
元々はYouTubeの公式チャンネルで配信されており、パロディショー部分が7回、ドキュメンタリードラマ部分が5回というふうになっていたが、テレビ放送用に再編集され両方はいって全6回という形になった。
ちゅりタイヒラメ、おにいさんtoチャレンジ、お歌のコーナーと3つのコーナーがある。

## 概要
ゲームの企画・開発・運営を行うジークレストとエンターテイメントコンテンツを創るムービックとの共同プロジェクトとして発足した、教育番組をモチーフにしたパロディショープロジェクト。本企画には、人気俳優5名が「うたのおにいさん」として出演し、見どころ満載の本格的な教育番組パロディショーを届ける。また、おにいさんたちの素顔にせまるドキュメンタリー風ドラマ「うたってにこりん☆〜Road to STAR〜」も同時に配信され、教育番組パロディショーに出ている「表の姿」だけではなく、通常見せることのない「うたのおにいさん」のバックステージで彼らが抱える苦悩や人柄など「裏の姿」も楽しむことができる。作品の主役となる「うたのおにいさん」は2次元・3次元両方の姿を持ち、3次元の姿は人気俳優陣が担当、2次元の姿は人気イラストレーター夏子氏が担当し、2.5次元よりももっと身近な存在、「2.85次元」として活動していく。2020年12月より、YouTubeにて3次元の姿で「教育番組パロディショー」を配信し、視聴者を楽しませるコンテンツを提供するほか、次元を飛び越えて活動していく予定。

## 番組の趣旨
おひとりさまはモチロン、お子さまと一緒に楽しめちゃうかもしれない、教育番組をモチーフにしたパロディショープロジェクト。
教育番組パロディ動画「うたってにこりん☆」には、人気俳優陣がうたのおにいさんとして出演。
現代風にアレンジされた新感覚の童謡「ネオ・ナーサリーライム」、クスッと笑えるほのぼの寸劇「ちゅりタイヒラメ☆」、お子さまといろいろなことに挑戦する「おにいさん to チャレンジ」など、見どころ満載。
さらに、おにいさんたちの素顔にせまるドキュメンタリー風ドラマ「うたってにこりん☆〜Road to STAR〜」も同時に配信。
番組に出ている表の姿はもちろん、バックステージで見せる裏の姿も必見。

## サービス概要
- タイトル：「うたってにこりん☆」
- ジャンル：【2.85次元】教育番組パロディショー
- 配信媒体：YouTube
- 提供開始：2020年12月
- 権利表記：©UTANIKO2020

【2.85次元】教育番組パロディショー「うたってにこりん☆」TV放送について
- 放送開始日：2021年4月7日
- 放送局・放送日時
  - TOKYO MX：（水）22:30〜
  - BS日テレ：（木、水深夜）0:30〜

※TOKYO MXの無料配信サービス「エムキャス」でも、リアルタイム視聴が可能。

## 登場人物
- 鹿月扇次/和合真一 - 月曜日担当のおにいさんで元歌舞伎役者。 イメージカラーは紫。担当曲はさくらさくら。

「おっとりまったりのんびり屋。せんじおにいさんだよ」
- 不知火たまき/木津つばさ - 火曜日担当のおにいさんで元球団のマスコットアクター。 イメージカラーは赤。担当曲はむすんでひらいて。 :「元気もりもり力持ち！たまきおにいさんだ」

- 水無瀬レイ/佐奈宏紀 - 水曜日担当のおにいさんで元学生・研究者。 イメージカラーは水色（青）。担当曲はどんぐりころころ。

「いつもテキパキ！クールな天才。レイおにいさんです」
- 木坂樹里/加藤将 - 木曜日担当のおにいさんで元看護師。 イメージカラーは緑。担当曲はおおきな栗の木の下で。

「ぽかぽか笑顔で、みんなを助ける！じゅりおにいさんだよ」
- 愛宕金太郎/陳内将 - 金曜日担当のおにいさんで元ナンバーワンホスト。 イメージカラーはピンク。担当曲はきんたろう。

「きらきら輝く一番星！あたごおにいさんだよ」
- クリオ/齋藤彩夏（声） - うたってにこりんのマスコットキャラクター。

声優の「齋藤彩夏」が、番組でいうと黒幕（スタジオの裏側で、「アテレコ」をしている）
- 銀河光/つるの剛士 - うたってにこりんの初代おにいさん。

- 筑紫/徳山秀典 - 謎の男。

## コーナー
- ちゅりタイヒラメ - 毎回メインのおにいさん1人又は複数人で何かを釣り上げるコーナー。 1回目はせんじおにいさん、2回目はたまきおにいさん、3回目はレイおにいさん、4回目はじゅりおにいさん、5回目はあたごおにいさん、6回目と7回目は全員が釣り上げた。

- おにいさんtoチャレンジ - 毎回メインのおにいさんと子ども達が何かにチャレンジするコーナー。 1回目はせんじおにいさんと川柳、2回目はたまきおにいさんとストレッチ、3回目はレイおにいさんと絵しりとり、4回目はじゅりおにいさんと粘土、5回目はあたごおにいさんと英語レッスン、6回目はおにいさん達だけでジェスチャーゲーム、7回目はおにいさん達だけで似顔絵にチャレンジした。

- お歌のコーナー - 毎回メインのおにいさんがアレンジされた童謡を披露するコーナー。 1回目はせんじおにいさんでさくらさくら、2回目はたまきおにいさんでむすんでひらいて、3回目はレイおにいさんでどんぐりころころ、4回目はじゅりおにいさんでおおきな栗の木の下で、5回目はあたごおにいさんできんたろう、6回目はせんじおにいさんとたまきおにいさんとじゅりおにいさんでさくらさくらとむすんでひらいてとおおきな栗の木の下で、7回目はレイおにいさんとあたごおにいさんでどんぐりころころときんたろうを披露した。

## ドキュメンタリードラマ
- 5人のおにいさんそれぞれの葛藤と成長、絆を描いたドラマとなっている。

## 制作スタッフ
- ＜キャスト（敬称略）＞

和合真一、木津つばさ、佐奈宏紀、加藤将、陳内将、徳山秀典、つるの剛士、齋藤彩夏（クリオの声）
- ＜制作スタッフ（敬称略）＞
  - 原作・プロデュース・株式会社ムービック／株式会社ジークレスト
  - コーナー楽曲・振付・ケロポンズ
  - イラストレーター・夏子
  - 演出・八十島美也子/真島大輝
  - 制作協力・株式会社 TBSスパークル
  - 技術協力・株式会社千代田ビデオ/株式会社ツウテック
  - ヘアメイク・春山聡子/角尾ひとみ
  - 衣装デザイン・新朋子
  - 衣装製作・株式会社コモ
  - スチルカメラ・MASA
  - コーナー楽曲・振り付け・ケロポンズ
  - 童謡アレンジ・レンチ/Nor/ZENTA
  - 童謡振付・田中むねかず
  - 原案・プロデュース　株式会社ムービック/株式会社ジークレスト

## 沿革
- 2021年4月7日

株式会社ジークレスト（本社：東京都渋谷区、代表取締役社長：大辻純平）と株式会社ムービック（本社：東京都豊島区、代表取締役社長：國枝信吾）が提供する【2.85次元】教育番組パロディショー「うたってにこりん☆」は、2021年4月7日（水）よりTV放送開始を記念して、6週連続プレゼント企画を実施。